# Polites coras
Polites coras is een vlinder uit de familie van de dikkopjes (Hesperiidae). De wetenschappelijke naam van de soort is voor het eerst geldig gepubliceerd in 1775 door Pieter Cramer. Deze naam wordt wel beschouwd als een synoniem van Polites peckius.